# Вякшлап
Вякшлап (горномар. Вӓкшлап) — деревня в Горномарийском районе Республики Марий Эл. Входит в состав Кузнецовского сельского поселения.

## География
Находится в юго-западной части республики Марий Эл на расстоянии приблизительно 20 км на юг-юго-восток от районного центра города Козьмодемьянск.

## История
В 1702 году находившуюся здесь небольшую водяную мельницу, принадлежавшую ясачным марийцам Аказиной сотни, отдали козьмодемьянскому отставному стрельцу Климентью Зубкову, построившему здесь более производительную «колёсную» мельницу. Помимо одного мельничного двора, позже появилось несколько дворов русских переселенцев. В 1859 году в околодке Вякшлап было 6 дворов (28 человек); в 1890 году — 12 дворов (54 человека); в 1897 году — 12 дворов (70 человек). В 1919 году здесь имелось 16 дворов, в которых проживали 76 русских крестьян. В 1940 году в деревне числилось 19 дворов с населением в 82 человека. В 2001 году здесь было отмечено 4 двора. В советское время работали колхозы «2-я пятилетка», им. Мичурина, Дружба" и позднее СПК «Кузнецовский».

## Население
Население составляло 12 человек (горные мари 67 %) в 2002 году, 6 в 2010.